# Кемпкі (Люблінське воєводство)
Кемпкі (пол. Kępki) — село в Польщі, у гміні Улян-Майорат Радинського повіту Люблінського воєводства.
Населення — 193 особи (2011).
У 1975-1998 роках село належало до Білопідляського воєводства.

## Демографія
Демографічна структура станом на 31 березня 2011 року:
|          | Загалом | Допрацездатний вік | Працездатний вік | Постпрацездатний вік |
| -------- | ------- | ------------------ | ---------------- | -------------------- |
| Чоловіки | 100     | 24                 | 67               | 9                    |
| Жінки    | 93      | 35                 | 41               | 17                   |
| Разом    | 193     | 59                 | 108              | 26                   |